# Idioma ute
El ute o paiute meridional es un complejo dialectal de lenguas uto-aztecas desde el sudeste de Arizona hasta Colorado. Los dialectos o variantes individuales de esta lengua son el chemehuevi, que está en peligro de extinción, el paiute meridional propiamente dicho y el ute propiamente dicho.

## Fonología
El paiute meridional tiene cinco timbres vocálicos y distingue la cantidad vocálica por lo que su inventario básico de consonantes es: /i, ə, a, o, u; iː, əː, aː, oː, uː/. El inventario de consonante carece de aproximantes y está formado solo por oclusivas orales, fricativas y nasales:
|           | labial | alveolar | palatal | velar | lab.-vel. | glotal |
| --------- | ------ | -------- | ------- | ----- | --------- | ------ |
| Oclusiva  | p      | t        |         | k     | kʷ        | ʔ      |
| Africada  |        | ʦ        |         |       |           |        |
| Fricativa |        | s        | ʃ       |       |           | h      |
| Nasal     | m      | n        |         | ŋ     | ŋʷ        |        |
Es frecuente en las transcripciones de textos del mayo encontrar:
- /c/, para transcribir el fonema /ts͡/.
- /š/, para transcribir el fonema /ʃ/.
- / ' /, para transcribir el fonema /ʔ/.
- /ï/ o /i/, para transcribier el fonema /ə/.

El análisis original de Sapir incluía otras fricativas como [β] o [x] que pueden ser analizadas como alófonos de la oclusivas sordas entre vocales. Sapir había postulado fonemas adicionales porque entre vocales existe la oposición [β]-[p] que de hecho Miller siguiendo a Lamb analiza como una oposición /p/-/hp/ (/p /> [β], V__V).
A continuación se da una pequeña muestra de vocabulario Chemehuevi, que muestra su cercanía con las lenguas númicas (shoshonis):
nïmïn, 'persona'
pah  (or paah), 'agua'
tïvah, 'piñón'
tïmpa, 'boca'
tïhiya (variante: tïhïï), 'venado, ciervo'